# Isla de Hawái
La isla de Hawái (en hawaiano, Hawaiʻi) es la isla más extensa del archipiélago de Hawái, que forma el estado de Hawái en los Estados Unidos de América.
Se la conoce también con el sobrenombre de Big Island (Isla Grande o Isla Mayor) ya que es la isla más grande y de esta forma se evita la confusión entre el nombre de la isla y del estado. El origen del nombre Hawaiʻi tiene dos explicaciones. Por un lado se atribuye el descubrimiento de las islas Hawái al navegante polinesio legendario Hawaiʻiloa. Otra explicación deriva de la tierra legendaria Hawaiki, o Havaiki, lugar de origen de los polinesios, o el lugar donde retornan las almas después de la muerte. La relación con Hawaiki también se explica en la isla Savai'i de Samoa, y en otros lugares de la Polinesia. Los primeros exploradores transcribían el nombre como Owhyhee.
La isla de Hawái es administrada por el condado de Hawái, cuya capital es Hilo. Se estima que en el año 2003, la isla contaba con una población residente de 158 400 personas. Está localizada en las coordenadas 19°34′N 155°30′O / 19.567, -155.500.
La flor del árbol ohia (Metrosideros polymorpha) llamada lehua es el símbolo de Hawái. Es un árbol que crece en muchos hábitats, con muchos usos tradicionales, tanto útiles como culturales.

## Historia
Hawai'i era la isla de donde era natural Kamehameha El Grande, que en 1795 había logrado unir por la fuerza la mayoría de las Islas Hawái bajo su mando. Le puso al reino el nombre de su isla de origen, por el que se conoce hoy en día al conjunto de las islas, Hawai'i. Al Capitán James Cook, que dio a conocer a occidente estas "Islas Sándwich", se le dio muerte en Hawai'i. La noticia del hallazgo fue vista con escepticismo, pues los españoles llevaban surcando esas aguas más de 200 años entre diversas exploraciones y la ruta de los galeones de Acapulco-Manila abierta desde 1565. 
Según una leyenda dos deidades, Pele, la diosa de los volcanes y el semidiós Kamapua'a luchaban por la isla. Finalmente, ambos llegaron a un acuerdo que dividió la Isla Grande en dos: la árida zona occidental (Kona) y la zona oriental tropical (Hilo).

## Geografía
Hawái es la isla más meridional del archipiélago. Las islas más cercanas al sur son las islas de la Línea. Hacia el norte se encuentra la isla de Maui, con el volcán Haleakala visible a través del canal Alenuihaha. Tiene una antigüedad de tan solo 400 000 años, que la hacen la más joven de todas. Existen doce zonas climáticas distintas, desde bosques tropicales en Hilo, pasando por la zona desértica de Ka'u hasta las cumbres nevadas de Mauna Kea y Mauna Loa. Ka'u es el punto más meridional de los Estados Unidos. La isla tiene un máximo de 149 km de ancho, y una superficie total de 10 433 km², un 63 % del total del estado.
Las erupciones del volcán Kīlauea alcanzan el litoral y añaden progresivamente más superficie emergida a la isla. Entre enero de 1983 y septiembre de 2002, la lava del Kilauea añadió 2,2 km² extendiendo la costa hacia mar adentro. Más recientemente, entre mayo y agosto de 2018, una erupción en la zona oriental de la fisura ha añadido aproximadamente 224 nuevas Ha ganadas al mar.
La isla de Hawái está formada por cinco volcanes, de edades progresivamente más modernas desde el norte hacia el sur, en diferentes etapas de evolución: Kohala, el más antiguo, se considera extinto. Mauna Kea, 4207 m está inactivo, y su potencial eruptivo se considera moderado. Las últimas erupciones tuvieron lugar en un período entre 4000 y 6000 años atrás. Hualalai, también inactivo, tuvo su última erupción entre los años 1800 y 1801. Los otros dos volcanes, Mauna Loa y Kīlauea son activos, este último es uno de los más activos de la Tierra. Fuera de la isla, a 29 km al sureste se encuentra el volcán submarino Lo'ihi, activo, cuya cumbre está sumergida a 975 metros bajo el nivel del mar. Es el más joven de toda la cadena volcánica y previsiblemente, su crecimiento puede hacer que aflore a la superficie en el futuro.
La Depresión de Hilina o La Gran Grieta es una profunda grieta de 8 millas de largo, 60 pies de ancho y 60 pies de profundidad, situada en el distrito de Ka'ū. La Gran Grieta es una de las muchas series de grietas y fallas producto de las erupciones y de hecho, se trata de una extensión de la falla sudoeste. Con frecuencia, estas fallas son zonas de erupciones volcánicas y en ocasiones, la falla puede ser tan profunda y tan fracturada que puede hacer que un trozo de la isla se precipite al océano.
Es posible hallar restos, paredes de roca y restos arqueológicos de una antigüedad que se remonta al siglo XII en los alrededores de la Gran Grieta, muchos dentro de la zona del parque. Durante la administración Clinton se adquirieron aproximadamente 1951 acres de terreno privado más allá de la valla de separación del parque con el fin concreto de proteger los distintos artefactos de la zona y para proteger el hábitat de las tortugas. No obstante, cerca del final de la grieta se encuentra una zona de terreno entre la valla, la grieta y el mar que no forma parte del parque y que no alberga demasiados restos arqueológicos.
En 1823, un flujo de lava emergió de un fragmento de unas 6 millas de la grieta, que llegó hasta el océano.
El 2 de abril de 1868, se produjo un terremoto en esta zona con una magnitud estimada de entre 7,25 y 7,75 en la escala de Richter que afectó a la costa sudeste de Hawái. Produjo un desplazamiento de tierras en las laderas del Mauna Loa, a cinco millas al norte de Pahala, que acabó con la vida de 31 personas. Otras 46 murieron a causa de un tsunami. Los pueblos de Punaluu, Ninole, Kawaa, Honuapo y Keauhou Landing resultaron gravemente dañados. Según un testimonio, el tsunami "rebasó las cimas de los cocoteros, de unos 18 metros de altura [...] adentrándose en la tierra unos 400 metros en algunos lugares, arrastrando consigo en su regreso al mar, casas, hombres, mujeres y casi todo lo que podía moverse." 
El 29 de noviembre de 1975, una sección de 60 kilómetros (37 millas) de ancho de la Depresión de Hilina se hundió 11 pies (3 m) en el mar, lo que ensanchó la grieta en 8 metros. Este movimiento provocó un terremoto de magnitud 7,2 y un tsunami con olas de 15 metros (48 pies) de alto. Las propiedades de Punaluu que estaban a la orilla del mar fueron arrancadas de sus cimientos por la fuerza del mar. Dos personas fallecieron en Halape y otras 19 resultaron heridas.
La costa nordeste de la Isla Grande también ha sufrido daños por tsunamis resultantes de terremotos que desencadenaron olas procedentes de Chile y Alaska. Hilo resultó muy dañado en 1946 y 1960, también con numerosas pérdidas humanas. Solo en Laupahoehoe, 16 niños y 5 profesores perdieron la vida en el tsunami de 1946.

## Demografía
A fecha del año 2000, había 148 677 personas, 52 985 hogares y 36 877 familias residiendo en el condado. La densidad de población era de 14 hab./km² (37 hab/mi²). Había 62 674 viviendas con una densidad media de 6 hab/km² (16 hab/mi²). La composición racial del condado era de un 31,55 % de blancos, 0,47 % de afroamericanos, 0,45 % nativos americanos, un 26,70 % asiáticos, un 11,25 % de nativos de las islas del Pacífico, 1,14 % de otras razas, un 28,44 % de dos o más razas. El 9,49 % de la población eran hispanos o latinos de cualquier raza.
Había 52 985 hogares de los que un 32,20 % tenían niños de menos de 18 años viviendo con ellos, el 50.60 % eran parejas casadas que vivían juntas, en un 13,20 % había una mujer con un marido que no residía con ella y el 30,40 % no eran familia. El 23,10 % de todos los hogares estaban compuestos por una sola persona y un 8,00 % tenían alguien de 65 años o más que vivía solo. El hogar medio estaba compuesto por 2,75 personas y la familia media por 3,24.
La población del condado aumentó con un 26,10 % de menos de 18 años, 8,20 % de 18 a 24, un 26,20 % de 25 a 44, un 26 % de 45 a 64 y el 13,50 % tenían 65 años o más. La edad media era de 39 años. Por cada 100 mujeres había 100,4 hombres y por cada 100 mujeres de 18 años o más, había 97,70 hombres.

## Economía
La caña de azúcar fue la base de la economía de Hawái durante más de un siglo. Hacia la mitad del siglo XX comenzó a disminuir su producción y en 1996 se cerró la última plantación de caña de azúcar.
Hoy en día la principal actividad económica se basa en el turismo, centrado primordialmente en el litoral de sotavento, en los distritos de North Kona y South Kohala. La agricultura diversificada es un sector creciente con plantaciones de nueces de macadamia, piña, papaya, flores y café. El cultivo de orquídeas le ha valido a la isla el sobrenombre moderno The Orchid Isle. La cría de ganado es también importante. La Isla Grande acoge una de las mayores explotaciones ganaderas de los Estados Unidos, el Rancho Parker, que ocupa 175 000 acres en el valle de Waimea.

## Información turística
La Isla Grande es especialmente famosa por sus volcanes. Kīlauea, el más activo, ha estado en erupción de manera continua durante más de dos décadas, hasta mayo de 2018. Junto con Mauna Loa forman el parque nacional de los Volcanes, Hawai'i Volcanoes National Park.
En la costa, donde la lava alcanza el océano, se alzan columnas de vapor blanco desde la orilla. De noche, la lava ilumina el vapor dándole un brillo de color naranja.
Cuando la lava entra en contacto con el agua del mar, se convierte en vapor y el repentino enfriamiento de la lava provoca que las rocas volcánicas recién formadas se disgreguen en pequeños fragmentos.
Esta lava fragmentada, por la acción de las olas, se convierte en arena negra, que cubre las playas de la costa. Las playas de arena negra son algo típico de la Isla Grande.

## Lugares de interés
- Hilo, con una población de 40 759 habitantes en el censo de 2000, es la ciudad más grande de Hawái y la segunda del estado. Es la sede del condado de Hawái y de la Universidad de Hawái.
- Kailua-Kona es la segunda ciudad de la isla, y ciudad turística.
- Parque nacional de los Volcanes de Hawái El Hawai'i Volcanoes National Park incluye los volcanes activos Kīlauea y Mauna Loa.
- Pu'uhonua O Hōnaunau, es un Parque Histórico Nacional y también un antiguo lugar de recogimiento conocido en inglés como Place of Refuge.
- Hulihe'e Palace, es el palacio real de los antiguos monarcas, en Kailua-Kona.
- Akaka Falls, es el salto de agua más alto de la isla.
- Observatorio Mauna Kea.
- Punaluu Black Sand Beach, playa turística hawaiana que atrae por su arena oscura.

## Ciudades y localidades
| - Captain Cook - Halaula - Hawaiian Ocean View - Hawi - Hilo - Keaukaha - Waiakea - Wainaku - Panaewa - Holualoa - Honalo - Honaunau-Napoopoo - Honokaa - Honomu - Kahaluu-Keauhou - Kailua-Kona (Kona) | - Kalaoa - Kalapana - Kapaau - Keaau - Ainaloa - Hawaiian Paradise Park - Orchidlands Estates - Kealakekua - Kukuihaele - Kurtistown - Volcano Village |

## Facultades y universidades
- Universidad de Hawái en Hilo
- University of the Nations
- Hawaii Community College